# GP2 Asia Series v roce 2011
GP2 Asia Series v roce 2011 byla čtvrtou a zároveň poslední sezónou závodní série GP2 Asia Series a druhou, která se celá konala v jednom kalendářním roce. Začala ve Spojených arabských emirátech konkrétně v Yas Marina dne 11. února a skončila v Imole v Itálii dne 20. března. V sezóně zvítězil francouzský závodník Romain Grosjean před krajanem Julesem Bianchim.

## Složení týmů
| Tým                     | No. | Jezdec              | Závody |
| ----------------------- | --- | ------------------- | ------ |
| iSport International    | 1   | Marcus Ericsson     | Vše    |
| iSport International    | 2   | Sam Bird            | Vše    |
| Arden International     | 3   | Josef Král          | Vše    |
| Arden International     | 4   | Jolyon Palmer       | Vše    |
| Lotus-ART               | 5   | Jules Bianchi       | Vše    |
| Lotus-ART               | 6   | Esteban Gutiérrez   | Vše    |
| Super Nova Racing       | 7   | Fairuz Fauzy        | Vše    |
| Super Nova Racing       | 8   | Johnny Cecotto Jr.  | Vše    |
| DAMS                    | 9   | Romain Grosjean     | Vše    |
| DAMS                    | 10  | Pål Varhaug         | Vše    |
| Scuderia Coloni         | 11  | Michael Herck       | Vše    |
| Scuderia Coloni         | 12  | James Jakes         | 1      |
| Scuderia Coloni         | 12  | Luca Filippi        | 2      |
| Ocean Racing Technology | 14  | Andrea Caldarelli   | Vše    |
| Ocean Racing Technology | 15  | Oliver Turvey       | Vše    |
| Barwa Addax Team        | 16  | Charles Pic         | Vše    |
| Barwa Addax Team        | 17  | Giedo van der Garde | Vše    |
| Trident Racing          | 18  | Stefano Coletti     | Vše    |
| Trident Racing          | 19  | Rodolfo González    | Vše    |
| Rapax                   | 20  | Fabio Leimer        | Vše    |
| Rapax                   | 21  | Julián Leal         | Vše    |
| Racing Engineering      | 22  | Nathanaël Berthon   | Vše    |
| Racing Engineering      | 23  | Dani Clos           | Vše    |
| Carlin                  | 24  | Michail Aljošin     | Vše    |
| Carlin                  | 25  | Max Chilton         | Vše    |
| Team AirAsia            | 26  | Luiz Razia          | Vše    |
| Team AirAsia            | 27  | Davide Valsecchi    | Vše    |

## Kalendář
| Závod | Závod        | Lokace                            | Okruh                         | Datum      |
| ----- | ------------ | --------------------------------- | ----------------------------- | ---------- |
| 1     | Hlavní závod | Abú Zabí, Spojené arabské emiráty | Yas Marina Circuit            | 11. února  |
| 1     | Sprint       | Abú Zabí, Spojené arabské emiráty | Yas Marina Circuit            | 12. února  |
| 2     | Hlavní závod | Manáma, Bahrajn                   | Bahrain International Circuit | 18. února  |
| 2     | Sprint       | Manáma, Bahrajn                   | Bahrain International Circuit | 19. února  |
| 3     | Hlavní závod | Manáma, Bahrajn                   | Bahrain International Circuit | 12. března |
| 3     | Sprint       | Manáma, Bahrajn                   | Bahrain International Circuit | 13. března |
| 4     | Hlavní závod | Imola, Itálie                     | Autodromo Enzo e Dino Ferrari | 19. března |
| 4     | Sprint       | Imola, Itálie                     | Autodromo Enzo e Dino Ferrari | 20. března |

## Výsledky a pořadí
| Závod | Závod        | Okruh                         | Pole position                        | Nejrychlejší kolo                    | Vítěz závodu                         | Vítězný tým                          | Výsledky                             |
| ----- | ------------ | ----------------------------- | ------------------------------------ | ------------------------------------ | ------------------------------------ | ------------------------------------ | ------------------------------------ |
| 1     | Hlavní závod | Yas Marina Circuit            | Romain Grosjean                      | Jules Bianchi                        | Jules Bianchi                        | Lotus ART                            | Výsledky                             |
| 1     | Sprint       | Yas Marina Circuit            |                                      | Jules Bianchi                        | Stefano Coletti                      | Trident Racing                       | Výsledky                             |
| –     | Hlavní závod | Bahrain International Circuit | Závody byly zrušeny kvůli protestům. | Závody byly zrušeny kvůli protestům. | Závody byly zrušeny kvůli protestům. | Závody byly zrušeny kvůli protestům. | Závody byly zrušeny kvůli protestům. |
| –     | Sprint       | Bahrain International Circuit | Závody byly zrušeny kvůli protestům. | Závody byly zrušeny kvůli protestům. | Závody byly zrušeny kvůli protestům. | Závody byly zrušeny kvůli protestům. | Závody byly zrušeny kvůli protestům. |
| –     | Hlavní závod | Bahrain International Circuit | Závody byly zrušeny kvůli protestům. | Závody byly zrušeny kvůli protestům. | Závody byly zrušeny kvůli protestům. | Závody byly zrušeny kvůli protestům. | Závody byly zrušeny kvůli protestům. |
| –     | Sprint       | Bahrain International Circuit | Závody byly zrušeny kvůli protestům. | Závody byly zrušeny kvůli protestům. | Závody byly zrušeny kvůli protestům. | Závody byly zrušeny kvůli protestům. | Závody byly zrušeny kvůli protestům. |
| 2     | Hlavní závod | Autodromo Enzo e Dino Ferrari | Romain Grosjean                      | Romain Grosjean                      | Romain Grosjean                      | DAMS                                 | Výsledky                             |
| 2     | Sprint       | Autodromo Enzo e Dino Ferrari |                                      | Romain Grosjean                      | Dani Clos                            | Racing Engineering                   | Výsledky                             |

### Pohár jezdců
| Poř. | Jezdec              | YMC | YMC | IMO | IMO | Body |
| ---- | ------------------- | --- | --- | --- | --- | ---- |
| 1    | Romain Grosjean     | 2   | Ret | 1   | 7   | 24   |
| 2    | Jules Bianchi       | 1   | 8   | 3   | Ret | 18   |
| 3    | Giedo van der Garde | 5   | 23  | 2   | 3   | 16   |
| 4    | Stefano Coletti     | 8   | 1   | 5   | Ret | 11   |
| 5    | Fabio Leimer        | 10  | 6   | 6   | 2   | 9    |
| 6    | Marcus Ericsson     | 4   | 3   | 10  | 16  | 9    |
| 7    | Davide Valsecchi    | 3   | 4   | DSQ | 17  | 9    |
| 8    | Michael Herck       | 13  | 5   | 4   | 5   | 9    |
| 9    | Dani Clos           | Ret | 22  | 7   | 1   | 8    |
| 10   | Josef Král          | 6   | 2   | 12  | 9   | 8    |
| 11   | Esteban Gutiérrez   | Ret | 12  | 11  | 4   | 3    |
| 12   | Sam Bird            | 7   | Ret | Ret | Ret | 2    |
| 13   | Pål Varhaug         | Ret | 20  | 13  | 6   | 1    |
| 14   | Fairuz Fauzy        | Ret | 15  | 8   | Ret | 1    |
| 15   | Johnny Cecotto Jr.  | 15  | 7   | 15  | 19† | 0    |
| 16   | Oliver Turvey       | 18  | 19  | 14  | 8   | 0    |
| 17   | Rodolfo González    | 11  | 9   | 9   | Ret | 0    |
| 18   | Charles Pic         | 9   | 21  | 20  | 11  | 0    |
| 19   | Jolyon Palmer       | 14  | 10  | 18  | Ret | 0    |
| 20   | Luca Filippi        |     |     | 22  | 10  | 0    |
| 21   | Andrea Caldarelli   | 16  | 11  | 17  | 12  | 0    |
| 22   | Max Chilton         | 12  | 18  | 21  | 15  | 0    |
| 23   | Nathanaël Berthon   | Ret | 14  | Ret | 13  | 0    |
| 24   | James Jakes         | 17† | 13  |     |     | 0    |
| 25   | Luiz Razia          | Ret | 16  | Ret | 14  | 0    |
| 26   | Julian Leal         | Ret | 17  | 16  | 18  | 0    |
| 27   | Michail Aljošin     | Ret | 24† | 19  | 20† | 0    |
| Poř. | Jezdec              | YMC | YMC | IMO | IMO | Body |

| Legenda k tabulce | Legenda k tabulce                                                                       |
| Barva             | Výsledek                                                                                |
| ----------------- | --------------------------------------------------------------------------------------- |
| Zlatá             | Vítěz                                                                                   |
| Stříbrná          | 2. místo                                                                                |
| Bronzová          | 3. místo                                                                                |
| Zelená            | Bodované umístění                                                                       |
| Modrá             | Nebodované umístění                                                                     |
| Modrá             | Dokončil neklasifikován (NC)                                                            |
| Fialová           | Odstoupil (Ret)                                                                         |
| Červená           | Nekvalifikoval se (DNQ)                                                                 |
| Červená           | Nepředkvalifikoval se (DNPQ)                                                            |
| Černá             | Diskvalifikován (DSQ)                                                                   |
| Bílá              | Nestartoval (DNS)                                                                       |
| Bílá              | Závod zrušen (C)                                                                        |
| Světle modrá      | Pouze trénoval (PO)                                                                     |
| Světle modrá      | Páteční testovací jezdec (TD)                                                           |
| Bez barvy         | Netrénoval (DNP)                                                                        |
| Bez barvy         | Vyřazen (EX)                                                                            |
| Bez barvy         | Nepřijel (DNA)                                                                          |
| Bez barvy         | Odvolal účast (WD)                                                                      |
| Bez barvy         | Nezúčastnil se (prázdné)                                                                |
| Označení          | Význam                                                                                  |
| Tučnost           | Pole position                                                                           |
| Kurzíva           | Nejrychlejší kolo                                                                       |
| †                 | Jezdec nedojel do cíle, ale byl klasifikován, protože odjel více než 90 % délky závodu. |
| ‡                 | Byl udělován poloviční počet bodů, protože bylo odjeto méně než 75 % délky závodu.      |
| Horní index       | Umístění bodujících jezdců ve sprintu                                                   |

### Pořadí týmů
| Poř. | Tým                     | No. | YMC | YMC | IMO | IMO | Body |
| ---- | ----------------------- | --- | --- | --- | --- | --- | ---- |
| 1    | DAMS                    | 9   | 2   | Ret | 1   | 7   | 25   |
| 1    | DAMS                    | 10  | Ret | 20  | 13  | 6   | 25   |
| 2    | Lotus ART               | 5   | 1   | 8   | 3   | Ret | 22   |
| 2    | Lotus ART               | 6   | Ret | 12  | 11  | 4   | 22   |
| 3    | Barwa Addax Team        | 16  | 9   | 21  | 20  | 11  | 16   |
| 3    | Barwa Addax Team        | 17  | 5   | 23  | 2   | 3   | 16   |
| 4    | Trident Racing          | 18  | 8   | 1   | 5   | Ret | 11   |
| 4    | Trident Racing          | 19  | 11  | 9   | 9   | Ret | 11   |
| 5    | iSport International    | 1   | 4   | 3   | 10  | 16  | 11   |
| 5    | iSport International    | 2   | 7   | Ret | Ret | Ret | 11   |
| 6    | Rapax                   | 20  | 10  | 6   | 6   | 2   | 9    |
| 6    | Rapax                   | 21  | Ret | 17  | 16  | 18  | 9    |
| 7    | Team AirAsia            | 26  | Ret | 16  | Ret | 14  | 9    |
| 7    | Team AirAsia            | 27  | 3   | 4   | DSQ | 17  | 9    |
| 8    | Scuderia Coloni         | 11  | 13  | 5   | 4   | 5   | 9    |
| 8    | Scuderia Coloni         | 12  | 17† | 13  | 22  | 10  | 9    |
| 9    | Racing Engineering      | 22  | Ret | 14  | Ret | 13  | 8    |
| 9    | Racing Engineering      | 23  | Ret | 22  | 7   | 1   | 8    |
| 10   | Arden International     | 3   | 6   | 2   | 12  | 9   | 8    |
| 10   | Arden International     | 4   | 14  | 10  | 18  | Ret | 8    |
| 11   | Super Nova Racing       | 7   | Ret | 15  | 8   | Ret | 1    |
| 11   | Super Nova Racing       | 8   | 15  | 7   | 15  | 19† | 1    |
| 12   | Ocean Racing Technology | 14  | 16  | 11  | 17  | 12  | 0    |
| 12   | Ocean Racing Technology | 15  | 18  | 19  | 14  | 8   | 0    |
| 13   | Carlin                  | 24  | Ret | 24† | 19  | 20† | 0    |
| 13   | Carlin                  | 25  | 12  | 18  | 21  | 15  | 0    |
| Poř. | Tým                     | No. | YMC | YMC | IMO | IMO | Body |

| Legenda k tabulce | Legenda k tabulce                                                                       |
| Barva             | Výsledek                                                                                |
| ----------------- | --------------------------------------------------------------------------------------- |
| Zlatá             | Vítěz                                                                                   |
| Stříbrná          | 2. místo                                                                                |
| Bronzová          | 3. místo                                                                                |
| Zelená            | Bodované umístění                                                                       |
| Modrá             | Nebodované umístění                                                                     |
| Modrá             | Dokončil neklasifikován (NC)                                                            |
| Fialová           | Odstoupil (Ret)                                                                         |
| Červená           | Nekvalifikoval se (DNQ)                                                                 |
| Červená           | Nepředkvalifikoval se (DNPQ)                                                            |
| Černá             | Diskvalifikován (DSQ)                                                                   |
| Bílá              | Nestartoval (DNS)                                                                       |
| Bílá              | Závod zrušen (C)                                                                        |
| Světle modrá      | Pouze trénoval (PO)                                                                     |
| Světle modrá      | Páteční testovací jezdec (TD)                                                           |
| Bez barvy         | Netrénoval (DNP)                                                                        |
| Bez barvy         | Vyřazen (EX)                                                                            |
| Bez barvy         | Nepřijel (DNA)                                                                          |
| Bez barvy         | Odvolal účast (WD)                                                                      |
| Bez barvy         | Nezúčastnil se (prázdné)                                                                |
| Označení          | Význam                                                                                  |
| Tučnost           | Pole position                                                                           |
| Kurzíva           | Nejrychlejší kolo                                                                       |
| †                 | Jezdec nedojel do cíle, ale byl klasifikován, protože odjel více než 90 % délky závodu. |
| ‡                 | Byl udělován poloviční počet bodů, protože bylo odjeto méně než 75 % délky závodu.      |
| Horní index       | Umístění bodujících jezdců ve sprintu                                                   |